# Verner Blaudzun
Verner Blaudzun (født 23. marts 1946 i Sønderborg) er en tidligere dansk cykelrytter.
Han var blandt andet med til at vinde VM i 100 km holdkørsel i 1966 sammen med Jørgen Emil Hansen, Ole Højlund og Flemming Wisborg. Året efter blev det til en sølvmedalje i samme disciplin, denne gang sammen med Jørgen Emil Hansen, Leif Mortensen og Ole Pedersen.
I 1968 og 1970 vandt han DM i landevejsløb.
En olympisk medalje blev det også til, da han vandt bronze ved Sommer-OL 1976 i 100 km holdkørsel sammen med Gert Frank, Jørgen Hansen og Jørgen Lund.
Verner Blaudzun er far til cykelrytteren Michael Blaudzun.
Den hollandske sanger Johannes Sigmond har taget sit kunstnernavn Blaudzun efter Verner Blaudzun.